# Crestone Needle
Crestone Needle – szczyt w Gór Skalistych, w paśmie Sangre de Cristo. Leży około 8 km na wschód od Crestone w stanie Kolorado. Razem z Crestone Peak, Kit Carson Peak oraz Humboldt Peak tworzy on grupę zwaną Crestones.
Pierwszego wejścia na szczyt dokonali Eleanor Davis i Albert Ellingwood 24 lipca 1916 r.